# Jenny Lind (Film)
Jenny Lind (Originaltitel: A Lady’s Morals) ist eine US-amerikanische Filmbiografie des Regisseurs Sidney Franklin aus dem Jahr 1930. Der Film, basierend auf einer Geschichte von Dorothy Farnum, handelt von der schwedischen Opernsängerin Jenny Lind (1820–1887), die als „schwedische Nachtigall“ berühmt wurde.

## Handlung
Der Komponist Paul Brandt hat sich in die schwedische Sängerin Jenny Lind verliebt, der er von Stadt zu Stadt folgt. Er will ihr mit seiner Beharrlichkeit imponieren. Als Jenny während einer Vorstellung ihre Stimme verliert, erleidet Paul einen Unfall. Durch einen Schlag auf den Kopf erblindet er teilweise. Dennoch kann er Jenny behilflich sein, einen Gesangslehrer zu finden, der es schafft, Jennys Stimme wiederherzustellen.
Jenny kehrt zusammen mit Paul in ihre Heimat zurück. Paul zeigt ihr seine Gefühle, doch Jenny bleibt distanziert. Als Pauls Sehvermögen sich immer mehr verschlechtert, verlässt er Jenny ohne eine Erklärung. Gerade zu dieser Zeit will Jenny Pauls Gefühle erwidern.
Der Zirkusdirektor P. T. Barnum engagiert Jenny für Auftritte in den USA. Ihr Debüt soll sie im Castle Garden in New York geben. Dort trifft sie wieder mit Paul zusammen, der in den USA als blinder Musikant bekannt geworden ist.

## Hintergrund
Die Uraufführung fand am 8. November 1930 statt.
Grace Moore, zu der Zeit Sopranistin an der Metropolitan Opera in New York, gab in Jenny Lind ihr Filmdebüt. Sie sang im Film folgende Stücke: It Is Destiny von Clifford Grey und Oscar Straus, Student’s Song ebenfalls von Grey und Straus, Oh Why von Arthur Freed, Herbert Stothart und Harry M. Woods und Lovely Hour von Carry Jacobs Bond. Weiterhin sang sie die Arien Rataplan aus der Oper La fille du régiment (dt. Die Regimentstochter) von Gaetano Donizetti und Casta Diva aus der Oper Norma von Vincenzo Bellini.
Wallace Beery wiederholte vier Jahre später seine Darstellung des Zirkusdirektors P. T. Barnum in The Mighty Barnum. Szenenbildner des Films war Cedric Gibbons, für die Kostüme war Adrian verantwortlich. Toningenieur war Douglas Shearer.

## Kritiken
Mordaunt Hall von der New York Times schrieb, Regisseur Franklin habe mit Intelligenz und Sorgfalt gearbeitet. Variety befand, der Film sei voller brillanter Noten. Allerdings leide er an einem schwerfälligen Ende, das einen peinlichen Höhepunkt beinhalte.